# Radouga (satellite)
Radouga  (en russe : Радуга, "Arc en ciel") est une famille de satellites de télécommunications militaires soviétiques puis russes placés en orbite géostationnaire entre 1975 et 2013. Les caractéristiques de la première génération sont très proches des Gorisont développés pour les besoins civils et entrés en production un peu plus tard. Deux générations leur ont succédé en modernisant à chaque fois la charge utile et en allongeant la durée de vie.    

## Historique

### Développement
Le développement des satellites Radouga débute à la fin des années 1960. Officiellement, ce type de satellite a pour objectif de compléter la diffusion de chaines de télévision soviétiques assurée par le réseau terrestre Orbita. Ce n'est qu'après l'éclatement de l'Union soviétique que l'on découvrira que ce satellite emportait deux charges utiles contenant chacune 3 transpondeurs, l'une à usage civil, l'autre destinée à prendre en charge des communications militaires sécurisées. Le développement des satellites Radouga est confié à NPO PM (en 2015 ISS Reshetnev) qui assure habituellement le développement des satellites de télécommunications. Le lancement des premiers satellites est retardé par l'absence de bâtiment de préparation des charges utiles pour son lanceur, la fusée Proton à Baïkonour. Celui-ci ne sera inauguré qu'en 1981. Finalement, un bâtiment d'assemblage utilisé auparavant pour la préparation de missiles balistiques de Tchelomeï est réquisitionné. Deux tirs précèdent le lancement du premier Radouga. Une  maquette du satellite est d'abord lancée le 26 mars 1974 sous l'appellation Cosmos 637. Puis un satellite Molnia modifié pour tester l'injection en orbite géostationnaire est lancé le 29 juillet 1974 et devient le premier engin spatial soviétique placé sur cette orbite. Le lancement du premier satellite Radouga a lieu le 22 décembre 1975. Le système est déclaré opérationnel en décembre 1979.

### Mise en œuvre
L'Union soviétique a réservé deux emplacements sur l'orbite géostationnaire pour ses satellites Radouga aux longitudes 35° et 85° est. La version initiale du satellite Radouga est lancée à 34 exemplaires entre 1974 et 1999. Les deux derniers lancements sont des échecs. À compter de 1989 une version améliorée dite Raduga-1/Globus est lancée à 7 exemplaires. Elle est toujours conçue par NPO PM mais elle est construite par PO Polyot à Omsk. Cette version est réalisée avant tout à des fins militaires. Le nombre de  transpondeurs est porté à 6 et la sécurité des communications est renforcée. Enfin une dernière version encore améliorée est lancée à compter de 2007. Elle comptait 3 exemplaires début 2015. Elle est caractérisée par une nouvelle plateforme. Leur mission est toujours militaire. Aucune donnée officielle n'a été fournie sur leurs caractéristiques.

## Caractéristiques techniques

### Les Radouga/Gran
La première version des satellites, les Radouga Gran (indice GRAU 11F638), est lancée de 1975 à 1999 en 34 exemplaires. Le satellite de forme cylindrique a une hauteur de 5,5 mètres pour un diamètre de 2,5 mètres. Les satellites emportent 6 transpondeurs en bande C de type Delta-1. La plateforme stabilisée 3 axes est de type Kaur-3. Deux ensembles de panneaux solaires déployés en orbite portent l'envergure à 9,5 mètres.  La durée de vie est de 3 ans. Ces satellites sont mis en orbite par des lanceurs Proton comme les versions suivantes,.

### Les Radouga-1/Globus
La seconde génération, les Raduga-1/Globus (indice GRAU 17F15), est lancée de 1999 à 2009 en 8 exemplaires. Ce satellite de 2,3 tonnes emporte 6 transpondeurs en bande C de type Tor d'une puissance totale en sortie de 195 watts. La plateforme est de type KAUR-3. Le satellite est maintenu sur sa position avec une précision de 0,5° en longitude et 2° en latitude. La durée de vie est de 3 ans,.

### Les Radouga-1M1
La troisième génération, les Radouga-1M1, est lancée à compter de 2007. Début 2015, trois exemplaires avaient été mis en orbite. La plateforme est de type MSS-2500-GSO. Ce satellite de 2,3 tonnes emporte des transpondeurs en bande L, C, X et Ka. Ceux-ci permettent de communiquer avec des stations mobiles ou des régions montagneuses difficiles d'accès. La durée de vie est portée à 10 ans. Les Radouga-1M1 font partie du système de télécommunications par satellite intégré (ISSS) qui inclut également les satellites en orbite haute elliptique Meridian,.

## Historique des lancements
| Désignation               | Identifiant Cospar | Position | Date lancement    | Lanceur              | Remarque                   |
| ------------------------- | ------------------ | -------- | ----------------- | -------------------- | -------------------------- |
| Radouga 1 (Gran 11L)      | 1975-123A          |          | 22 décembre 1975  | Proton-K / Bloc DM   |                            |
| Radouga 2 (Gran 12L)      | 1976-092A          |          | 11 septembre 1976 | Proton-K / Bloc DM   |                            |
| Radouga 3 (Gran 7L)       | 1977-071A          |          | 23 juillet 1977   | Proton-K / Bloc DM   |                            |
| Radouga 4 (Gran 14L)      | 1978-073A          |          | 18 juillet 1978   | Proton-K / Bloc DM   |                            |
| Radouga 5 (Gran 15L)      | 1979-035A          |          | 25 avril 1979     | Proton-K / Bloc DM   |                            |
| Radouga 6 (Gran 16L)      | 1980-016A          |          | 20 février 1980   | Proton-K / Bloc DM   |                            |
| Radouga 7 (Gran 17L)      | 1980-081A          |          | 5 octobre 1980    | Proton-K / Bloc DM   |                            |
| Radouga 8 (Gran 18L)      | 1981-027A          |          | 18 mars 1981      | Proton-K / Bloc DM   |                            |
| Radouga 9 (Gran 19L)      | 1981-069A          |          | 30 juillet 1981   | Proton-K / Bloc DM   |                            |
| Radouga 10 (Gran 20L)     | 1981-102A          |          | 9 octobre 1981    | Proton-K / Bloc DM   |                            |
| Radouga 11 (Gran 21L)     | 1982-113A          |          | 26 novembre 1982  | Proton-K / Bloc DM   |                            |
| Radouga (12) (Gran 22L)   |                    |          | 24 décembre 1982  | Proton-K / Bloc DM   | Échec du lancement         |
| Radouga 12 (Gran 23L)     | 1983-028A          |          | 8 avril 1983      | Proton-K / Bloc DM   |                            |
| Radouga 13 (Gran 24L)     | 1983-088A          |          | 25 aout 1983      | Proton-K / Bloc DM   |                            |
| Radouga 14 (Gran 25L)     | 1984-016A          |          | 15 février 1984   | Proton-K / Bloc DM   |                            |
| Radouga 15 (Gran 27L)     | 1984-063A          |          | 22 juin 1984      | Proton-K / Bloc DM   |                            |
| Radouga 16 (Gran 26L)     | 1985-070A          |          | 8 aout 1985       | Proton-K / Bloc DM   |                            |
| Radouga 17 (Gran 28L)     | 1985-107A          |          | 15 novembre 1985  | Proton-K / Bloc DM   |                            |
| Radouga 18 (Gran 29L)     | 1986-007A          |          | 17 janvier 1986   | Proton-K / Bloc DM   |                            |
| Radouga 19 (Gran 30L)     | 1986-082A          |          | 25 octobre 1986   | Proton-K / Bloc DM   |                            |
| Radouga 20 (Gran 31L)     | 1987-028A          |          | 19 mars 1987      | Proton-K / Bloc DM   |                            |
| Radouga 21 (Gran 32L)     | 1987-100A          |          | 10 décembre 1987  | Proton-K / Bloc DM-2 |                            |
| Radouga 22 (Gran 34L)     | 1988-095A          |          | 20 octobre 1988   | Proton-K / Bloc DM-2 |                            |
| Radouga 23 (Gran 33L)     | 1989-030A          |          | 14 avril 1989     | Proton-K / Bloc DM-2 |                            |
| Radouga 24 (Gran 36L)     | 1989-098A          |          | 15 décembre 1989  | Proton-K / Bloc DM-2 |                            |
| Radouga 25 (Gran 35L)     | 1990-016A          |          | 15 février 1990   | Proton-K / Bloc DM-2 |                            |
| Radouga 26 (Gran 37L)     | 1990-112A          |          | 20 décembre 1990  | Proton-K / Bloc DM-2 |                            |
| Radouga 27 (Gran 38L)     | 1991-014A          |          | 28 février 1991   | Proton-K / Bloc DM-2 |                            |
| Radouga 28 (Gran 39L)     | 1991-087A          |          | 19 décembre 1991  | Proton-K / Bloc DM-2 |                            |
| Radouga 29 (Gran 42L)     | 1993-013A          |          | 25 mars 1993      | Proton-K / Bloc DM-2 |                            |
| Radouga 30 (Gran 41L)     | 1993-062A          |          | 30 septembre 1993 | Proton-K / Bloc DM-2 |                            |
| Radouga 31 (Gran 40L)     | 1994-012A          |          | 18 février 1994   | Proton-K / Bloc DM-2 |                            |
| Radouga 32 (Gran 43L)     | 1994-087A          |          | 28 décembre 1994  | Proton-K / Bloc DM-2 |                            |
| Radouga 33 (Gran 44L)     | 1996-010A          |          | 19 février 1996   | Proton-K / Bloc DM-2 | Échec partiel du lancement |
| Radouga (34) (Gran 45L)   |                    |          | 5 juillet 1999    | Proton-M / Briz-M    | Échec du lancement         |
| Radouga-1 1 (Globus 11L)  | 1989-048A          |          | 21 juin 1989      | Proton-K / Bloc DM-2 |                            |
| Radouga-1 2 (Globus 12L)  | 1990-116A          |          | 27 décembre 1990  | Proton-K / Bloc DM-2 |                            |
| Radouga-1 3 (Globus 13L?) | 1994-008A          |          | 5 février 1994    | Proton-K / Bloc DM-2 |                            |
| Radouga-1 4 (Globus 14L)  | 1999-010A          |          | 28 février 1999   | Proton-K / Bloc DM-2 |                            |
| Radouga-1 5 (Globus 15L)  | 2000-049A          |          | 28 aout 2000      | Proton-K / Bloc DM-2 |                            |
| Radouga-1 6 (Globus 16L)  | 2001-045A          |          | 6 octobre 2001    | Proton-K / Bloc DM-2 |                            |
| Radouga-1 7 (Globus 17L)  | 2004-010A          |          | 27 mars 2004      | Proton-K / Bloc DM-2 |                            |
| Radouga-1M 1 (Globus-M 1) | 2007-058A          |          | 9 décembre 2007   | Proton-M / Briz-M    |                            |
| Radouga-1 8 (Globus 18L)  | 2009-010A          |          | 28 février 2009   | Proton-K / Bloc DM-2 |                            |
| Radouga-1M 2 (Globus-M 2) | 2010-002A          |          | 28 janvier 2010   | Proton-M / Briz-M    |                            |
| Radouga-1M 3 (Globus-M 3) | 2013-062A          |          | 11 novembre 2013  | Proton-M / Briz-M    |                            |